# 203-as busz (Budapest)
A budapesti 203-as jelzésű autóbusz a XI. kerületben, Lágymányoson közlekedett, az Infopark területét szolgálta ki. A Neumann János utca és a Petőfi híd, budai hídfő között közlekedett, ahol a 4-es és a 6-os villamosokhoz biztosított átszállási kapcsolatot. A járat csak munkanapokon járt.

## Története
A járat 2005. január 10-én indult Infopark-busz néven. A 2008-as paraméterkönyv bevezetésekor a hosszabb, Móricz Zsigmond körtérig közlekedő járat 203-as, a rövidebb, Petőfi hídig közlekedő járat 203A jelzést kapott.
2013. február 11-től a volt 203A jelzése 203-ra változott, a volt 203-as pedig megszűnt.
Az Infopark ragaszkodott az akadálymentes midibuszhoz, ezért előbb Molitus S91, majd később MAN NM 223 típusú autóbuszt állítottak forgalomba a járaton.
Az M4-es metróvonal átadásával a vonalat összevonták a jobb kiszolgálást nyújtó 153-as járattal, a 203-as pedig megszűnt.

## Útvonala
| Neumann János utca felé                                                                          | Petőfi híd, budai hídfő felé                                                                                   |
| ------------------------------------------------------------------------------------------------ | --- |
| Petőfi híd, budai hídfő vá. – Pázmány Péter sétány – Neumann János utca – Neumann János utca vá. | Neumann János utca vá. – Neumann János utca – Bogdánfy utca – Irinyi József utca – Petőfi híd, budai hídfő vá. |

## Megállóhelyei
| 203 (Móricz Zsigmond körtér – Neumann János utca)  | 203 (Móricz Zsigmond körtér – Neumann János utca)  | 203 (Móricz Zsigmond körtér – Neumann János utca)                 | 203 (Móricz Zsigmond körtér – Neumann János utca)  | 203 (Móricz Zsigmond körtér – Neumann János utca)  | 203 (Móricz Zsigmond körtér – Neumann János utca)                                                       | 203 (Móricz Zsigmond körtér – Neumann János utca)  | 203 (Móricz Zsigmond körtér – Neumann János utca)  |
| 203 (Petőfi híd, budai hídfő – Neumann János utca) | 203 (Petőfi híd, budai hídfő – Neumann János utca) | 203 (Petőfi híd, budai hídfő – Neumann János utca)                | 203 (Petőfi híd, budai hídfő – Neumann János utca) | 203 (Petőfi híd, budai hídfő – Neumann János utca) | 203 (Petőfi híd, budai hídfő – Neumann János utca)                                                      | 203 (Petőfi híd, budai hídfő – Neumann János utca) | 203 (Petőfi híd, budai hídfő – Neumann János utca) |
| Perc (↓)                                           | Perc (↓)                                           | Megállóhely                                                       | Perc (↑)                                           | Perc (↑)                                           | Átszállási kapcsolatok                                                                                  | Átszállási kapcsolatok                             |                                                    |
| 2008                                               | 2014                                               | Megállóhely                                                       | 2008                                               | 2014                                               | a járat indításakor                                                                                     | a járat megszűnésekor                              |                                                    |
| -------------------------------------------------- | -------------------------------------------------- | ----------------------------------------------------------------- | -------------------------------------------------- | -------------------------------------------------- | --- | -------------------------------------------------- | -------------------------------------------------- |
| 0                                                  | ∫                                                  | Móricz Zsigmond körtér (Karinthy Frigyes út) végállomás (2008–13) | 12                                                 | ∫                                                  | 6, 18, 19, 41, 41A, 56, 61 7, 7E, 27, 33, 33Abr, 33E, 40, 40E, 47-49V, 149V, 153, 173, 173E, 188E, 240E | Nem érintette                                      |                                                    |
| ∫                                                  | ∫                                                  | Bercsényi utca                                                    | 9                                                  | ∫                                                  | 33, 33Abr, 33E                                                                                          | Nem érintette                                      |                                                    |
| 3                                                  | 0                                                  | Petőfi híd, budai hídfő végállomás (2013–14)                      | 4                                                  | 4                                                  | 4, 6 149V, 212 Távolsági járatok                                                                        | 4, 6 212 1251, 1253                                |                                                    |
| 7                                                  | 4                                                  | Neumann János utca végállomás (2008–14)                           | 0                                                  | 0                                                  | | 103                                                |                                                    |